# Делл, Дональд
Дональд Ланди Делл (англ. Donald Lundy Dell; род. 17 июня 1938, Саванна, Джорджия) — американский теннисист и предприниматель. Игрок, а затем капитан сборной США в Кубке Дэвиса, под чьим руководством она завоевала этот трофей в 1968 и 1969 годах. Основатель одной из первых фирм спортивного маркетинга ProServ, один из основателей Ассоциации теннисистов-профессионалов (АТР). Член Международного зала теннисной славы с 2009 года.

## Игровая карьера
Свои первые матчи на Национальном чемпионате США по теннису Дональд Делл провёл в 16 лет, победив в первом круге довоенного чемпиона — 42-летнего Сидни Вуда. Поступив в Йельский университет, Делл выступал за теннисную сборную вуза, трижды подряд — с 1958 по 1960 год — попадая в состав символической любительской сборной Северной Америки. В 1959 году он стал финалистом чемпионата NCAA, а на следующий год дошёл до полуфинала. Одновременно Делл продолжал выступать в крупных любительских турнирах и в эти годы на его счету были победы над такими соперниками, как Алекс Ольмедо, Уитни Рид, Боб Марк и Вик Сейксас. В 1959 году он дошёл до финала крупного турнира в Цинциннати.
В 1961 году Делл показал свой лучший результат на турнирах Большого шлема, пробившись в четвертьфинал чемпионата США. Незадолго до этого он стал финалистом чемпионата США на грунтовых кортах, обыграв по пути в финал Марио Льямаса, Чака Маккинли и Денниса Ралстона, но уступив в решающем матче Бернарду Бартзену. После этих успехов он был приглашён в сборную США в Кубке Дэвиса, с которой провёл два матча, сначала приняв участие в победе над командой Индии, но затем уступив итальянцам. Делл стал также первым американским теннисистом, официально участвовавшим в матчах с советскими спортсменами — на эти матчи в Москве ему пришлось лететь с турнира в ЮАР. На следующий год он дошёл до четвертьфинала Уимблдонского турнира в мужском парном разряде с Джоном Дугласом, а в 1965 году повторил этот результат в миксте с Нэнси Ричи. В 1960—1962 годах Делл входил в десятку сильнейших теннисистов США, ежегодно составляемую USTA, в 1961 году заняв в ней пятую строчку.
Делл провёл ещё две игры за сборную США в 1963 году, принеся команде два очка в матче Кубка Дэвиса со сборной Ирана. Он продолжал участвовать в любительских турнирах вплоть до 1969 года, уже в последние годы игровой карьеры став неиграющим капитаном сборной США. Под его руководством американская команда дважды завоевала Кубок Дэвиса, победив в финале в 1968 году австралийцев, а год спустя — румынскую сборную. Выиграв Кубок Дэвиса со сборной США в 1968 году, Делл стал самым молодым неиграющим капитаном в истории турнира, которому удалось одержать в нём победу.

## Дальнейшая карьера
Окончив Йельский университет, Дональд Делл завершил своё профессиональное образование на юридическом факультете Виргинского университета. Интерес Делла к финансовой стороне тенниса привёл к тому, что он вместе с Марком Маккормаком стал одним из отцов профессионального теннисного менеджмента и маркетинга. Делл, сам ставший одним из первых спортивных агентов, представляющих теннисистов (его клиентами были Артур Эш и Стэн Смит), основал в 1970 году агентство спортивного маркетинга ProServ (Professional Services), также ставшее одним из первых в этой области в мире. В дальнейшем ProServ стало одним из трёх ведущих спортивных агентств в области тенниса наряду с детищем Маккормака IMG и отколовшейся от компании Делла в 1983 году фирмой Advantage.
В 1972 году Делл принял участие в создании ещё одной теннисной структуры, в будущем ставшей одной из важнейших в мировом теннисе. Вместе с Джеком Креймером и Клиффом Дрисдейлом он основал Ассоциацию теннисистов-профессионалов (АТР). Эта организация, в задачи которой изначально входила защита интересов теннисистов-профессионалов и которая была, в частности, инициатором широкомасштабного бойкота Уимблдонского турнира уже в 1973 году, в дальнейшем стала контролировать весь мужской профессиональный теннисный тур, за исключением турниров Большого шлема.
Помимо работы над финансовой стороной профессионального тенниса, Дональд Делл в 1970—1980-е годы также активно сотрудничал в качестве комментатора с компаниями PBS и NBC. В 2009 году увидела свет его книга «Никогда не делайте предложение первым» (англ. Never Make the First Offer), посвящённая искусству деловых переговоров.
С 1993 года Делл является членом Зала славы Межвузовской теннисной ассоциации США, а в 2009 году его имя было внесено в списки Международного зала теннисной славы за заслуги в области развития этого вида спорта.